# Chloealtis aspasma
Chloealtis aspasma is een rechtvleugelig insect uit de familie veldsprinkhanen (Acrididae). De wetenschappelijke naam van deze soort is voor het eerst geldig gepubliceerd in 1919 door Rehn & Hebard.
1. ↑  (en) Chloealtis aspasma op de IUCN Red List of Threatened Species.